# 高塔山
高塔山（たかとうやま）は福岡県北九州市若松区にある、標高124mの山。
山頂付近にある高塔山公園の展望台からは若戸大橋や洞海湾、若松や対岸の戸畑区、小倉北区、八幡東区の市街地が一望できる。若松出身で同地で執筆活動を行った作家・火野葦平がこよなく愛し、火野の作品にはしばしば登場し、遠方から若松を訪れた客人をその山頂に案内した。

## 歴史
高塔山は、慶長年間、麻生氏の出城として築かれ、家臣の大庭隠岐守種景が守っていたもので、明治の終わりごろまでは山頂の平地の周辺に濠の跡が残っていた。山頂の北側には。城主大庭隠岐守種景の碑が建てられている。
1958年から1970年まで城跡のある頂上までロープウェイが通じていた。
1962年、若戸大橋完成記念産業・観光と宇宙大博覧会（若戸博）会場として利用された。

## 周辺施設
- 高塔山公園[2][7] -開設 1942年4月 面積 18.0ヘクタール  若戸渡船・若松渡場から徒歩約30分、気軽に登れる高塔山にある展望公園。  昭和初期までは、うっそうとした山だったが、1939年（昭和14年）から山頂の整備が始まり、第二次世界大戦中は、軍陣地として高射砲台が置かれた。  終戦後の1952年（昭和27年）から整備が再開され、野外音楽堂や高塔山ロープウェイが設置された。 1962年（昭和37年）9月28日から開催された「若戸大橋完成記念産業・観光と宇宙大博覧会(若戸博)」の若松会場として、約140万人が来場した[8]。  その後、高塔山本来の自然と展望を活かした公園の整備がすすめられ、若戸大橋や響灘を望む展望に加え、7万本以上のアジサイや桜、万葉の草木、さまざまな生き物観察など一年を通して楽しめる市民の憩いの場となっている。
- 高塔山展望台[7] - 高塔山山頂に作られた展望台からの眺望は、響灘や若戸大橋、藍島、馬島、白島、晴れた日には関門橋まで見ることができる大パノラマである。 また、夜景は2013年（平成25年）に日本夜景遺産に認定された[7]。
- 北九州プレミアム夜景フェス[9]
- 野外音楽堂 - 山頂近くに設けられた野外ステージと観客スペースを有する音楽堂で、シーナ＆ロケッツが発起人となった「高塔山ロックフェス」が開催されることで有名である[10]。
- 芝生広場 - 高塔山展望台のそばにある芝生広場[11]。
- 火野葦平文学碑 - 若松区出身の作家、火野葦平の碑。碑の下には原稿・筆記具・へその緒などが埋められている[2]。
- 万葉植物園 - 万葉植物園は高塔山の公園整備の一環として、昭和31年10月に万葉の歌にちなんだ若木50数種を集めて開設。草木には代表歌が書かれた木札が立てられ、散策しながら歌と植物をに触れることができる公園になっている[2]。
- 吉田磯吉像 -
- 虚空蔵菩薩（河童封じの地蔵尊） -高塔山展望台横にあるコンクリート堂の中に背中に釘のささった虚空蔵菩薩がまつられている。河童封じ地蔵尊と呼ばれる地蔵は、若松生まれの作家・火野葦平の小説『石と釘』[12][13]により有名になった。 「石と釘」では、昔夜になると島郷（しまごう）と修多羅（すたら）の河童が激しい空中戦を繰り返して住民を苦しめていたが、堂丸総学という山伏が祈祷を続け、日の沈むころにお地蔵様の背中に1尺（約30cm）の大きな釘を打ち込むとその瞬間、河童たちは木の葉のように舞い落ち、永遠に地中に封じこめられたと記載されている。  毎年7月下旬の夜、「河童まつり」「火まつり」が行われている。
- 県木の森 - 日本全国の県木がある森。南は沖縄県の県木「リュウキュウマツ」から、福岡県の県木の「ツツジ」、北海道の「エゾマツ」までが大きな日本地図の形をした花壇の中に各県を位置を示す場所に植えられている。
- 野鳥の森 - メジロ、ホオジロ、カワラヒワ、シジュウカラ、ヒヨドリ、ウグイスなど様々な野鳥が生息する。
- 仏舎利塔 - 地元住民の熱心な活動により、1957年（昭和32年）釈尊入滅2500年を記念し、インドのネール首相より贈られた仏舎利（釈迦の遺骨）を祭るこの仏舎利塔が建てられた。  ここから玄海遊歩道が始まり、石峰山地の尾根を経由して頓田貯水池のある響灘緑地へ続く。

## 行事
- 若松あじさい祭り - 毎年5月下旬から6月中旬に高塔山および市街地で行われる。例年5月下旬から6月中旬に山アジサイ、6月中旬に西洋アジサイが見頃を迎え、高塔山全体での株数は2023年の約74,300株となっており、1999年の約26,000株から年々増えている。 2023年は5月28日、6月4日にサブイベント、6月11日、18日にメインイベントが行われた[14][15]。メインイベントの日には無料シャトルバスも運行されている[14]。
- 火祭り - 若松の夏祭りで、例年7月20日ごろ行われる。市民がタイマツ行列をつくり、高塔山山頂のかっぱ封じの地蔵尊を目指して登っていく様は遠くから見ると壮観である[16]。この祭りは昭和29年に若松出身の芥川賞作家、火野葦平の呼びかけで始まった[17]。

## アクセス
- JR九州筑豊本線若松駅から徒歩23分（1.9㎞）
- JR九州鹿児島本線戸畑駅から北九州市営バス7・9・10系統に乗車し「大橋通り」下車、徒歩20分（1.6㎞）。
- マイカーの場合、若戸大橋若松口から1.4㎞
- 駐車場：3か所合計146台駐車可能

## ギャラリー

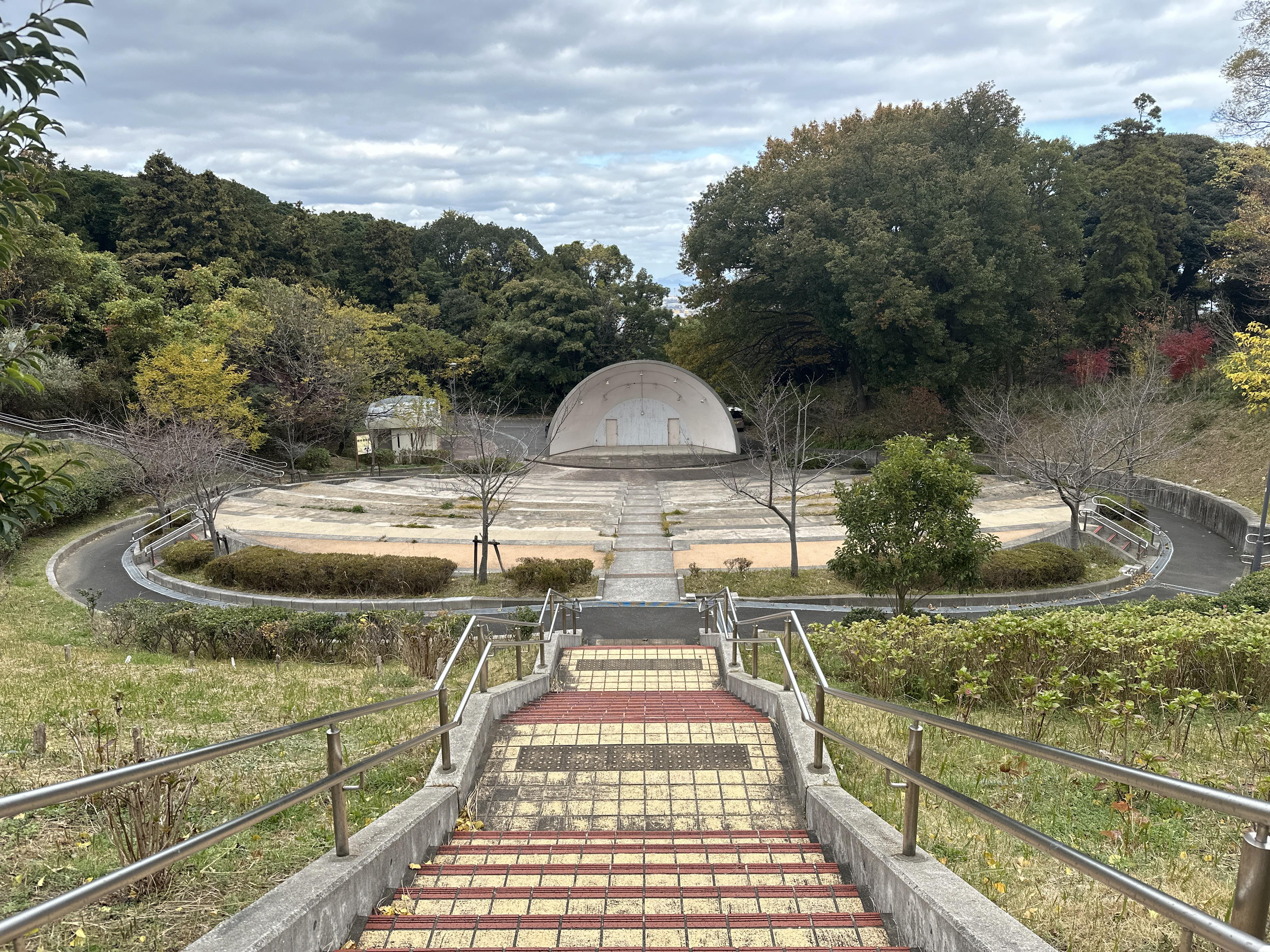
高塔山野外音楽堂